# Tour de França de 2007
El Tour de França del 2007 va començar el 7 de juliol a Londres, i acabà a París el día 29 de juliol. Com que, en el moment de començar la cursa no s'havia resolt el cas de Floyd Landis, i Óscar Pereiro no era oficialment el guanyador del Tour del 2006, el Tour va començar sense cap antic guanyador a la llista de sortida. D'altra banda, Andreas Klöden, Óscar Pereiro i Aleksandr Vinokúrov eren els únics ciclistes que han trepitjat el podi de París.
Per segon any consecutiu, no hi hagué cap contrarellotge per equips; l'última, l'any 2005, havia significat una victòria de l'equip del campió Lance Armstrong, que es veié beneficiat per una caiguda del fins aleshores líder de la prova, David Zabriskie. Hi hagué tres arribades en alt:
- Tignes: Un port de primera categoria de 18 km de longitud i 5,5% de pendent mitjana.
- Plateau de Beille: Un port HC de 15,9 km de longitud i 7,9% de pendent mitjana. L'últim guanyador fou Lance Armstrong el 2004.
- Col d'Aubisque: Un port HC de 16,7 km de longitud i 7% de pendent mitjana.

Finalment, hi hagué tres etapes cronometrades tenint en compte el pròleg de Londres. En total, sumaren 117,4 quilòmetres de lluita contra el crono, 2,4 més que el 2006 i 43,4 més que el 2005. No hi havia hagut tanta contrarellotge al Tour des de l'any 1999, en què Lance Armstrong arrasà i s'emportà la victòria a les tres etapes en aquesta especialitat.
El Tour de França 2007 comptà amb la presència de tres ciclistes catalans:
- Joan Antoni Flecha (Rabobank ProTeam): El triomf més important del seu palmarès és el GP de Zuric del 2004. El 2003 va guanyar una etapa que acabava a Tolosa, però la seva millor classificació final la va assolir el 2005 amb un 73è lloc final. L'any 2007 acabaria 85è a 2h 55' 58".
- Xavier Florencio (Bouygues Telecom): La seva victòria més destacada és la Clàssica de Sant Sebastià del 2006 i aquesta fou la primera participació del tarragoní a la Grande Boucle acabant 46è a 1h 52' 19".
- Eduard Gonzalo (Agritubel): L'any 2006 va debutar al Tour de França en el seu primer any com a professional. Va acabar 117è a 3h 21'27" del guanyador. El seu palmarès compta amb dues victòries d'etapa en curses franceses. L'any 2007, Gonzalo va ser el primer ciclista a retirar-se del Tour després de trencar-se la clavícula a la primera etapa en línia.

## Equips
| N.      | Cod. | Equip             |
| ------- | ---- | ----------------- |
| 11-19   | GCE  | Caisse d'Epargne  |
| 21-29   | TMO  | T-Mobile Team     |
| 31-39   | CSC  | Team CSC          |
| 41-49   | PRL  | Predictor-Lotto   |
| 51-59   | RAB  | Rabobank          |
| 61-69   | A2R  | AG2R Prévoyance   |
| 71-79   | EUS  | Euskaltel-Euskadi |
| 81-89   | LAM  | Lampre-Fondital   |
| 91-99   | GST  | Gerolsteiner      |
| 101-109 | C.A  | Crédit Agricole   |
| 111-119 | DSC  | Discovery Channel |

| N.      | Cod. | Equip                 |
| ------- | ---- | --------------------- |
| 121-129 | BTL  | Bouygues Télécom      |
| 131-139 | AGR  | Agritubel             |
| 141-149 | COF  | Cofidis               |
| 151-159 | LIQ  | Liquigas              |
| 161-169 | FDJ  | Française des Jeux    |
| 171-179 | QSI  | Quick Step-Innergetic |
| 181-189 | MRM  | Team Milram           |
| 191-199 | AST  | Astana Team           |
| 201-209 | SDV  | Saunier Duval-Prodir  |
| 211-219 | BAR  | Team Barloworld       |

## Etapes
| Etapa     | Data      | Ciutats d'etapa                         | type                      | Distància (km) | Vencedor de l'etapa              | Líder de la general      |
| --------- | --------- | --------------------------------------- | ------------------------- | -------------- | -------------------------------- | ------------------------ |
| Pròleg    | 7 de jul  | Londres – Londres                       | pròleg                    | 7,9            | Fabian Cancellara                | Fabian Cancellara        |
| 1a etapa  | 8 de jul  | Londres – Canterbury                    | etapa plana               | 203            | Robbie McEwen                    | Fabian Cancellara        |
| 2a etapa  | 9 de jul  | Dunkerque – Gant                        | etapa plana               | 168,5          | Gert Steegmans                   | Fabian Cancellara        |
| 3a etapa  | 10 de jul | Waregem – Compiègne                     | etapa plana               | 236            | Fabian Cancellara                | Fabian Cancellara        |
| 4a etapa  | 11 de jul | Villers-Cotterêts – Joigny              | etapa plana               | 193            | Thor Hushovd                     | Fabian Cancellara        |
| 5a etapa  | 12 de jul | Chablis – Autun                         | etapa de mitja muntanya   | 182,5          | Filippo Pozzato                  | Fabian Cancellara        |
| 6a etapa  | 13 de jul | Semur-en-Auxois – Bourg-en-Bresse       | etapa plana               | 199,5          | Tom Boonen                       | Fabian Cancellara        |
| 7a etapa  | 14 de jul | Bourg-en-Bresse – Le Grand-Bornand      | etapa de muntanya         | 197,5          | Linus Gerdemann                  | Linus Gerdemann          |
| 8a etapa  | 15 de jul | Le Grand-Bornand – Tignes               | etapa de muntanya         | 165            | Michael Rasmussen                | Michael Rasmussen        |
| 9a etapa  | 17 de jul | Lavâl – Briançon                        | etapa de muntanya         | 159,5          | Juan Mauricio Soler Hernández    | Michael Rasmussen        |
| 10a etapa | 18 de jul | Talard – Marsella                       | etapa plana               | 229,5          | Cédric Vasseur                   | Michael Rasmussen        |
| 11a etapa | 19 de jul | Marsella – Montpeller                   | etapa plana               | 182,5          | Robert Hunter                    | Michael Rasmussen        |
| 12a etapa | 20 de jul | Montpeller – Castres                    | etapa de mitja muntanya   | 178,5          | Tom Boonen                       | Michael Rasmussen        |
| 13a etapa | 21 de jul | Albi – Albi                             | contrarellotge individual | 54             | Alekszandr Vinokurov Cadel Evans | Michael Rasmussen        |
| 14a etapa | 22 de jul | Masamet – Plan de Belha                 | etapa de muntanya         | 197            | Alberto Contador Velasco         | Michael Rasmussen        |
| 15a etapa | 23 de jul | Foix – Lodenvièla                       | etapa de muntanya         | 196            | Kim Kirchen                      | Michael Rasmussen        |
| 16a etapa | 25 de jul | Ortès – Aubisca                         | etapa de muntanya         | 218,5          | Michael Rasmussen                | Michael Rasmussen        |
| 17a etapa | 26 de jul | Pau – Los Sarrasins                     | etapa de mitja muntanya   | 188,5          | Daniele Bennati                  | Alberto Contador Velasco |
| 18a etapa | 27 de jul | Caors – Angulema                        | etapa plana               | 211            | Sandy Casar                      | Alberto Contador Velasco |
| 19a etapa | 28 de jul | Cougnat – Angulema                      | contrarellotge individual | 55,5           | Levi Leipheimer                  | Alberto Contador Velasco |
| 20a etapa | 29 de jul | Marcoussis – Avinguda dels Camps Elisis | etapa plana               | 146            | Daniele Bennati                  | Alberto Contador Velasco |

07-07-2007Londres, 7,9 km. (CRI):
|   | Ciclista          | Equip                 | Temps |
| - | ----------------- | --------------------- | ----- |
| 1 | Fabian Cancellara | Team CSC              | 8'50" |
| 2 | Andreas Klöden    | Astana Qazaqstan Team | + 13" |
| 3 | George Hincapie   | Discovery Channel     | + 23" |

08-07-2007Londres - Canterbury, 203 km:
|   | Ciclista      | Equip                 | Temps     |
| - | ------------- | --------------------- | --------- |
| 1 | Robbie McEwen | Predictor-Lotto       | 4h 39'01" |
| 2 | Thor Hushovd  | Crédit Agricole       | m. t.     |
| 3 | Tom Boonen    | Quick Step-Innergetic | m. t.     |

09-07-2007Dunkerque - Gant, 168,5 km:
|   | Ciclista        | Equip                 | Temps     |
| - | --------------- | --------------------- | --------- |
| 1 | Gert Steegmans  | Quick Step-Innergetic | 3h 48'22" |
| 2 | Tom Boonen      | Quick Step-Innergetic | m. t.     |
| 3 | Filippo Pozzato | Liquigas              | m. t.     |

10-07-2007Waregem - Compiègne, 236,5 km:
|   | Ciclista          | Equip           | Temps     |
| - | ----------------- | --------------- | --------- |
| 1 | Fabian Cancellara | Team CSC        | 6h 36'15" |
| 2 | Erik Zabel        | Milram          | m. t.     |
| 3 | Danilo Napolitano | Lampre-Fondital | m. t.     |

11-07-2007Villers-Cotterêts - Joigny, 193 km:
|   | Ciclista      | Equip            | Temps     |
| - | ------------- | ---------------- | --------- |
| 1 | Thor Hushovd  | Crédit Agricole  | 4h 37'47" |
| 2 | Robert Hunter | Barloworld       | m. t.     |
| 3 | Óscar Freire  | Rabobank ProTeam | m. t.     |

12-07-2007Chablis - Autun, 182,5 km:
|   | Ciclista        | Equip            | Temps     |
| - | --------------- | ---------------- | --------- |
| 1 | Filippo Pozzato | Liquigas         | 4h 39'01" |
| 2 | Óscar Freire    | Rabobank ProTeam | m. t.     |
| 3 | Daniele Bennati | Lampre-Fondital  | m. t.     |

13-07-2007Semur-en-Auxois - Bourg-en-Bresse, 199,5 km:
|   | Ciclista     | Equip                 | Temps     |
| - | ------------ | --------------------- | --------- |
| 1 | Tom Boonen   | Quick Step-Innergetic | 5h 20'59" |
| 2 | Óscar Freire | Rabobank ProTeam      | m. t.     |
| 3 | Erik Zabel   | Milram                | m. t.     |

14-07-2007Bourg-en-Bresse - Le Grand-Bornand, 197,5 km:
|   | Ciclista           | Equip                | Temps     |
| - | ------------------ | -------------------- | --------- |
| 1 | Linus Gerdemann    | T-Mobile Team        | 4h 53'13" |
| 2 | Iñigo Landaluze    | Euskaltel–Euskadi    | + 40"     |
| 3 | David de la Fuente | Saunier Duval-Prodir | + 1'39"   |

15-07-2007Le Grand-Bornand - Tignes, 165 km:
|   | Ciclista           | Equip                | Temps     |
| - | ------------------ | -------------------- | --------- |
| 1 | Michael Rasmussen  | Rabobank ProTeam     | 4h 49'40" |
| 2 | Iban Mayo          | Saunier Duval-Prodir | + 2'47"   |
| 3 | Alejandro Valverde | Caisse d'Epargne     | + 3'12"   |

17-07-2007Val-d'Isère - Briançon, 159,5 km:
|   | Ciclista           | Equip            | Temps     |
| - | ------------------ | ---------------- | --------- |
| 1 | Mauricio Soler     | Barloworld       | 4h 14'24" |
| 2 | Alejandro Valverde | Caisse d'Epargne | + 38"     |
| 3 | Cadel Evans        | Predictor-Lotto  | s.t.      |

18-07-2007Tallard - Marsella, 229,5 km:
|   | Ciclista         | Equip                 | Temps     |
| - | ---------------- | --------------------- | --------- |
| 1 | Cédric Vasseur   | Quick Step-Innergetic | 5h 20'24" |
| 2 | Sandy Casar      | FDJ                   | m. t.     |
| 3 | Michael Albasini | Liquigas              | m. t.     |

19-07-2007Marsella - Montpeller, 182,5 km:
|   | Ciclista          | Equip      | Temps     |
| - | ----------------- | ---------- | --------- |
| 1 | Robert Hunter     | Barloworld | 3h 47'50" |
| 2 | Fabian Cancellara | Team CSC   | m. t.     |
| 3 | Murilo Fischer    | Liquigas   | m. t.     |

20-07-2007Montpeller - Castres, 178,5 km:
|   | Ciclista      | Equip                 | Temps     |
| - | ------------- | --------------------- | --------- |
| 1 | Tom Boonen    | Quick Step-Innergetic | 4h 25'32" |
| 2 | Erik Zabel    | Milram                | m. t.     |
| 3 | Robert Hunter | Barloworld            | m. t.     |

21-07-2007Albi, 54 km. (CRI):
|     | Ciclista            | Equip                 | Temps     |
| --- | ------------------- | --------------------- | --------- |
| DSQ | Aleksandr Vinokúrov | Astana Qazaqstan Team | 1h 06'34" |
| 1   | Cadel Evans         | Predictor-Lotto       | + 1'14"   |
| 2   | Andreas Klöden      | Astana Qazaqstan Team | + 1'39"   |

22-07-2007Mazamet - Plateau de Beille, 197 km:
|   | Ciclista          | Equip             | Temps     |
| - | ----------------- | ----------------- | --------- |
| 1 | Alberto Contador  | Discovery Channel | 5h 25'48" |
| 2 | Michael Rasmussen | Rabobank ProTeam  | m. t.     |
| 3 | Mauricio Soler    | Barloworld        | + 37"     |

23-07-2007Foix - Loudenvielle, 196 km:
|     | Ciclista            | Equip                 | Temps     |
| --- | ------------------- | --------------------- | --------- |
| DSQ | Aleksandr Vinokúrov | Astana Qazaqstan Team | 5h 34'28" |
| 1   | Kim Kirchen         | T-Mobile Team         | + 51"     |
| 2   | Haimar Zubeldia     | Euskaltel–Euskadi     | m. t.     |

25-07-2007Orthez - Col d'Aubisque, 218,5 km:
|   | Ciclista          | Equip             | Temps     |
| - | ----------------- | ----------------- | --------- |
| 1 | Michael Rasmussen | Rabobank ProTeam  | 6h 23'21" |
| 2 | Levi Leipheimer   | Discovery Channel | + 26"     |
| 3 | Alberto Contador  | Discovery Channel | + 35"     |

26-07-2007Pau - Castelsarrasin, 188,5 km:
|   | Ciclista        | Equip           | Temps      |
| - | --------------- | --------------- | ---------- |
| 1 | Daniele Bennati | Lampre-Fondital | 04h 14'04" |
| 2 | Markus Fothen   | Gerolsteiner    | m. t.      |
| 3 | Martin Elmiger  | AG2R Prévoyance | m. t.      |

27-07-2007Cahors - Angulema, 211 km,:
|   | Ciclista        | Equip            | Temps     |
| - | --------------- | ---------------- | --------- |
| 1 | Sandy Casar     | FDJ              | 5h 13'31" |
| 2 | Axel Merckx     | T-Mobile Team    | + 1"      |
| 3 | Laurent Lefevre | Bouygues Telecom | + 1"      |

28-07-2007Cognac - Angulema, 55,5 km. (CRI):
|     | Ciclista         | Equip             | Temps     |
| --- | ---------------- | ----------------- | --------- |
| DSQ | Levi Leipheimer  | Discovery Channel | 1h 02'44" |
| 2   | Cadel Evans      | Predictor-Lotto   | + 51"     |
| 3   | Vladímir Karpets | Caisse d'Epargne  | + 1'56"   |

29-07-2007Marcoussis - París, 146 km:
|   | Ciclista        | Equip           | Temps     |
| - | --------------- | --------------- | --------- |
| 1 | Daniele Bennati | Lampre-Fondital | 3h 51'03" |
| 2 | Thor Hushovd    | Crédit Agricole | m. t.     |
| 3 | Erik Zabel      | Milram          | m. t.     |

Classificació general final
| \| Classificació general \| Classificació general \| Classificació general \| Classificació general \| Classificació general \| \| Corredor \| Corredor \| Equip \| Temps \| \| \| --------------------- \| ----------------------------- \| --------------------- \| --------------------- \| --------------------- \| \| 1r \| Alberto Contador Velasco \| Discovery Channel \| 91h 00' 26" \| \| \| 2n \| Cadel Evans \| Predictor-Lotto \| + 23" \| \| \| 3r \| Levi Leipheimer \| Discovery Channel \| DQ \| \| \| 4t \| Carlos Sastre Candil \| CSC \| + 7' 08" \| \| \| 5è \| Haimar Zubeldia Agirre \| Euskaltel-Euskadi \| + 8' 17" \| \| \| 6è \| Alejandro Valverde Belmonte \| Caisse d'Épargne \| + 11' 37" \| \| \| 7è \| Kim Kirchen \| T-Mobile \| + 12' 18" \| \| \| 8è \| Iaroslav Popòvitx \| Discovery Channel \| + 12' 25" \| \| \| 9è \| Mikel Astarloza Chaurreau \| Euskaltel-Euskadi \| + 14' 14" \| \| \| 10è \| Óscar Pereiro Sio \| Caisse d'Épargne \| + 14' 25" \| \| \| 11è \| Juan Mauricio Soler Hernández \| Barloworld \| + 16' 51" \| \| \| 12è \| Michael Boogerd \| Rabobank \| DQ \| \| \| 13è \| David Arroyo Durán \| Caisse d'Épargne \| + 21' 49" \| \| \| 14è \| Vladímir Karpets \| Caisse d'Épargne \| + 24' 15" \| \| \| 15è \| Christopher Horner \| Predictor-Lotto \| + 25' 19" \| \| \| 16è \| Iban Mayo Díez \| Saunier Duval-Prodir \| + 27' 09" \| \| \| 17è \| Fränk Schleck \| CSC \| + 31' 48" \| \| \| 18è \| Manuel Beltrán Martínez \| Liquigas \| + 34' 14" \| \| \| 19è \| Tadej Valjavec \| Lampre-Fondital \| + 37' 08" \| \| \| 20è \| Juan José Cobo Acebo \| Saunier Duval-Prodir \| + 37' 14" \| \| |                               |                      |             |
| |                               |                      |             |
| Font: ProCyclingStats |                               |                      |             |
| Classificació general |                               |                      |             |
| Corredor | Corredor                      | Equip                | Temps       |
| 1r | Alberto Contador Velasco      | Discovery Channel    | 91h 00' 26" |
| 2n | Cadel Evans                   | Predictor-Lotto      | + 23"       |
| 3r | Levi Leipheimer               | Discovery Channel    | DQ          |
| 4t | Carlos Sastre Candil          | CSC                  | + 7' 08"    |
| 5è | Haimar Zubeldia Agirre        | Euskaltel-Euskadi    | + 8' 17"    |
| 6è | Alejandro Valverde Belmonte   | Caisse d'Épargne     | + 11' 37"   |
| 7è | Kim Kirchen                   | T-Mobile             | + 12' 18"   |
| 8è | Iaroslav Popòvitx             | Discovery Channel    | + 12' 25"   |
| 9è | Mikel Astarloza Chaurreau     | Euskaltel-Euskadi    | + 14' 14"   |
| 10è | Óscar Pereiro Sio             | Caisse d'Épargne     | + 14' 25"   |
| 11è | Juan Mauricio Soler Hernández | Barloworld           | + 16' 51"   |
| 12è | Michael Boogerd               | Rabobank             | DQ          |
| 13è | David Arroyo Durán            | Caisse d'Épargne     | + 21' 49"   |
| 14è | Vladímir Karpets              | Caisse d'Épargne     | + 24' 15"   |
| 15è | Christopher Horner            | Predictor-Lotto      | + 25' 19"   |
| 16è | Iban Mayo Díez                | Saunier Duval-Prodir | + 27' 09"   |
| 17è | Fränk Schleck                 | CSC                  | + 31' 48"   |
| 18è | Manuel Beltrán Martínez       | Liquigas             | + 34' 14"   |
| 19è | Tadej Valjavec                | Lampre-Fondital      | + 37' 08"   |
| 20è | Juan José Cobo Acebo          | Saunier Duval-Prodir | + 37' 14"   |

Classificacions annexes finals
Classificació per punts
| Classificació per punts | Classificació per punts  | Classificació per punts | Classificació per punts | Classificació per punts |
| Corredor                | Corredor                 | Equip                   | Punts                   |                         |
| ----------------------- | ------------------------ | ----------------------- | ----------------------- | ----------------------- |
| 1r                      | Tom Boonen               | Quick Step-Innergetic   | 256 pts                 |                         |
| 2n                      | Robert Hunter            | Barloworld              | 234 pts                 |                         |
| 3r                      | Erik Zabel               | Team Milram             | 232 pts                 |                         |
| 4t                      | Thor Hushovd             | Crédit Agricole         | 186 pts                 |                         |
| 5è                      | Sébastien Chavanel       | La Française des jeux   | 181 pts                 |                         |
| 6è                      | Daniele Bennati          | Lampre-Fondital         | 160 pts                 |                         |
| 7è                      | Robert Förster           | Gerolsteiner            | 140 pts                 |                         |
| 8è                      | Fabian Cancellara        | CSC                     | 112 pts                 |                         |
| 9è                      | Cadel Evans              | Predictor-Lotto         | 109 pts                 |                         |
| 10è                     | Alberto Contador Velasco | Discovery Channel       | 88 pts                  |                         |

Classificació de la muntanya
| Classificació de la muntanya | Classificació de la muntanya  | Classificació de la muntanya | Classificació de la muntanya | Classificació de la muntanya |
| Corredor                     | Corredor                      | Equip                        | Punts                        |                              |
| ---------------------------- | ----------------------------- | ---------------------------- | ---------------------------- | ---------------------------- |
| 1r                           | Juan Mauricio Soler Hernández | Barloworld                   | 206 pts                      |                              |
| 2n                           | Alberto Contador Velasco      | Discovery Channel            | 128 pts                      |                              |
| 3r                           | Iaroslav Popòvitx             | Discovery Channel            | 105 pts                      |                              |
| 4t                           | Cadel Evans                   | Predictor-Lotto              | 92 pts                       |                              |
| 5è                           | Laurent Lefèvre               | Bouygues Telecom             | 85 pts                       |                              |
| 6è                           | Juan Manuel Gárate Cepa       | Quick Step-Innergetic        | 77 pts                       |                              |
| 7è                           | Carlos Sastre Candil          | CSC                          | 74 pts                       |                              |
| 8è                           | Juan José Cobo Acebo          | Saunier Duval-Prodir         | 68 pts                       |                              |
| 9è                           | Levi Leipheimer               | Discovery Channel            | DQ                           |                              |
| 10è                          | Haimar Zubeldia Agirre        | Euskaltel-Euskadi            | 64 pts                       |                              |

Classificació del millor jove
| Classificació del millor jove | Classificació del millor jove | Classificació del millor jove | Classificació del millor jove | Classificació del millor jove |
| Corredor                      | Corredor                      | Equip                         | Temps                         |                               |
| ----------------------------- | ----------------------------- | ----------------------------- | ----------------------------- | ----------------------------- |
| 1r                            | Alberto Contador Velasco      | Discovery Channel             | 91h 00' 26"                   |                               |
| 2n                            | Juan Mauricio Soler Hernández | Barloworld                    | + 16' 51"                     |                               |
| 3r                            | Amets Txurruka Ansola         | Euskaltel-Euskadi             | + 49h 00' 34"                 |                               |
| 4t                            | Bernhard Kohl                 | Gerolsteiner                  | + 1h 13' 27"                  |                               |
| 5è                            | Kanstantsín Siutsou           | Barloworld                    | + 1h 15' 16"                  |                               |
| 6è                            | Thomas Dekker                 | Rabobank                      | + 1h 30' 34"                  |                               |
| 7è                            | Linus Gerdemann               | T-Mobile                      | + 1h 30' 47"                  |                               |
| 8è                            | Vladímir Gússev               | Discovery Channel             | + 1h 33' 50"                  |                               |
| 9è                            | Thomas Löfkvist               | La Française des jeux         | + 2h 22' 50"                  |                               |
| 10è                           | Andrí Hrivko                  | Team Milram                   | + 2h 41' 41"                  |                               |

Classificació per equips
| Classificació per equips | Classificació per equips | Classificació per equips | Classificació per equips |
| Equip                    | Equip                    | Temps                    |                          |
| ------------------------ | ------------------------ | ------------------------ | ------------------------ |
| 1r                       | Discovery Channel        | 273h 12' 52"             |                          |
| 2n                       | Caisse d'Épargne         | + 19' 36"                |                          |
| 3r                       | CSC                      | + 22' 10"                |                          |
| 4t                       | Rabobank                 | + 36' 24"                |                          |
| 5è                       | Euskaltel-Euskadi        | + 38' 26"                |                          |
| 6è                       | Saunier Duval-Prodir     | + 1h 44' 33"             |                          |
| 7è                       | Predictor-Lotto          | + 1h 50' 21"             |                          |
| 8è                       | Lampre-Fondital          | + 2h 19' 41"             |                          |
| 9è                       | Crédit agricole          | + 2h 25' 44"             |                          |
| 10è                      | AG2R Prévoyance          | + 2h 26' 08"             |                          |

## Progrés de les classificacions
Aquesta taula mostra el progrés de les diferents classificacions durant el desenvolupament de la prova.
| Etapa (Guanyador)                     | Classificació General | Classificació de la Muntanya | Classificació per Punts | Classificació de millor jove | Classificació per equips |
| ------------------------------------- | --------------------- | ---------------------------- | ----------------------- | ---------------------------- | ------------------------ |
| 0Pròleg (CRI) (Fabian Cancellara)     | Fabian Cancellara     | no es repartiren punts       | Fabian Cancellara       | Vladímir Gússev              | Astana Qazaqstan Team    |
| 0Etapa 1 (Robbie McEwen)              | Fabian Cancellara     | David Millar                 | Robbie McEwen           | Vladímir Gússev              | Astana Qazaqstan Team    |
| 0Etapa 2 (Gert Steegmans)             | Fabian Cancellara     | David Millar                 | Tom Boonen              | Vladímir Gússev              | Astana Qazaqstan Team    |
| 0Etapa 3 (Fabian Cancellara)          | Fabian Cancellara     | Stéphane Augé                | Tom Boonen              | Vladímir Gússev              | Astana Qazaqstan Team    |
| 0Etapa 4 (Thor Hushovd)               | Fabian Cancellara     | Stéphane Augé                | Tom Boonen              | Vladímir Gússev              | Astana Qazaqstan Team    |
| 0Etapa 5 (Filippo Pozzato)            | Fabian Cancellara     | Sylvain Chavanel             | Erik Zabel              | Vladímir Gússev              | Team CSC                 |
| 0Etapa 6 (Tom Boonen)                 | Fabian Cancellara     | Sylvain Chavanel             | Tom Boonen              | Vladímir Gússev              | Team CSC                 |
| 0Etapa 7 (Linus Gerdemann)            | Linus Gerdemann       | Sylvain Chavanel             | Tom Boonen              | Linus Gerdemann              | T-Mobile Team            |
| 0Etapa 8 (Michael Rasmussen)          | Michael Rasmussen     | Michael Rasmussen            | Tom Boonen              | Linus Gerdemann              | Rabobank ProTeam         |
| 0Etapa 9 (Mauricio Soler)             | Michael Rasmussen     | Michael Rasmussen            | Tom Boonen              | Alberto Contador             | Caisse d'Epargne         |
| 0Etapa 10 (Cédric Vasseur)            | Michael Rasmussen     | Michael Rasmussen            | Tom Boonen              | Alberto Contador             | Team CSC                 |
| 0Etapa 11 (Robert Hunter)             | Michael Rasmussen     | Michael Rasmussen            | Tom Boonen              | Alberto Contador             | Team CSC                 |
| 0Etapa 12 (Tom Boonen)                | Michael Rasmussen     | Michael Rasmussen            | Tom Boonen              | Alberto Contador             | Team CSC                 |
| 0Stage 13 (CRI) (Aleksandr Vinokúrov) | Michael Rasmussen     | Michael Rasmussen            | Tom Boonen              | Alberto Contador             | Astana Qazaqstan Team    |
| 0Etapa 14 (Alberto Contador)          | Michael Rasmussen     | Michael Rasmussen            | Tom Boonen              | Alberto Contador             | Discovery Channel        |
| 0Etapa 15 (Aleksandr Vinokúrov)       | Michael Rasmussen     | Michael Rasmussen            | Tom Boonen              | Alberto Contador             | Astana Qazaqstan Team    |
| 0Etapa 16 (Michael Rasmussen)         | Michael Rasmussen     | Mauricio Soler               | Tom Boonen              | Alberto Contador             | Discovery Channel        |
| 0Etapa 17 (Daniele Bennati)           | Alberto Contador      | Mauricio Soler               | Tom Boonen              | Alberto Contador             | Discovery Channel        |
| 0Etapa 18 (Sandy Casar)               | Alberto Contador      | Mauricio Soler               | Tom Boonen              | Alberto Contador             | Discovery Channel        |
| 0Etapa 19 (Levi Leipheimer)           | Alberto Contador      | Mauricio Soler               | Tom Boonen              | Alberto Contador             | Discovery Channel        |
| 0Etapa 20 (Daniele Bennati)           | Alberto Contador      | Mauricio Soler               | Tom Boonen              | Alberto Contador             | Discovery Channel        |